# 살리흐 무슬림 무함마드
살리흐 무슬림 무하마드는 1951년 출생한 시리아의 정치가 중 1명으로 시리아 민주연합당의 공동 당수이자 시리아 내 실질적 쿠르드족 자치 지역인 로자바의 지도자이기도 하다. 국민 협력 위원회의 공동 협력자로써 그는 시리아 내전에서 대표적인 쿠르드 반군의 중요한 인물로 꼽히기도 한다. 1970년대 이스탄불 공과대학에서 공과를 공부하던 살리흐 무하마드는 쿠르드족 독립 운동에 가담하였고, 마수드 바르자니의 아버지인 무스타파 바르자니로부터 영향을 받았다. 사우디아라비아에서 공병으로 일한 후 그는 1990년대 시리아로 귀국했다.
1998년, 그는 시리아 쿠르드 민주당에 가입하였는데 이는 이라크의 쿠르드 민주당의 시리아 지부였다. 그러나 그는 2003년 정당이 목표를 달성하는데 실패하자 탈당했고 새로 창설된 민주연합당에 가입하여 의회의 국회의원이 되었다. 2010년 그는 당수로 선출되었다. 2010년 그와 그의 아내 아이세 에펜디가 시리아에 수감되자 그는 쿠르드 애국 동맹이 있는 이라크로 도피하기도 했다. 그는 2011년 3월 시리아 내전이 시작되자 다시 시리아로 귀국했다.
2012년 8월 BBC와의 인터뷰에서 살리흐는 자신의 정당이 쿠르디스탄 노동자당과 연결되어 있음을 부인했다. 그는 2003년부터 바샤르 알아사드 정권에 의해 자주 수감되었다고 덧붙였다. 2013년 10월 9일 살리흐 무슬림의 아들 셰레반이 인민보호부대에 참여했다가 텔 아부야드에서 사망했고, 알카에다와 연계된 반군과의 전투에서였다. 그는 수 천 명의 사람들이 지켜보는 장례식을 통해 코바니에 묻혔다.